# Сабаль малый
Са́баль ма́лый, или Сабаль Адансона (лат. Sābal minor), — древесное растение; вид рода Сабаль семейства Пальмовые.

## Ботаническое описание

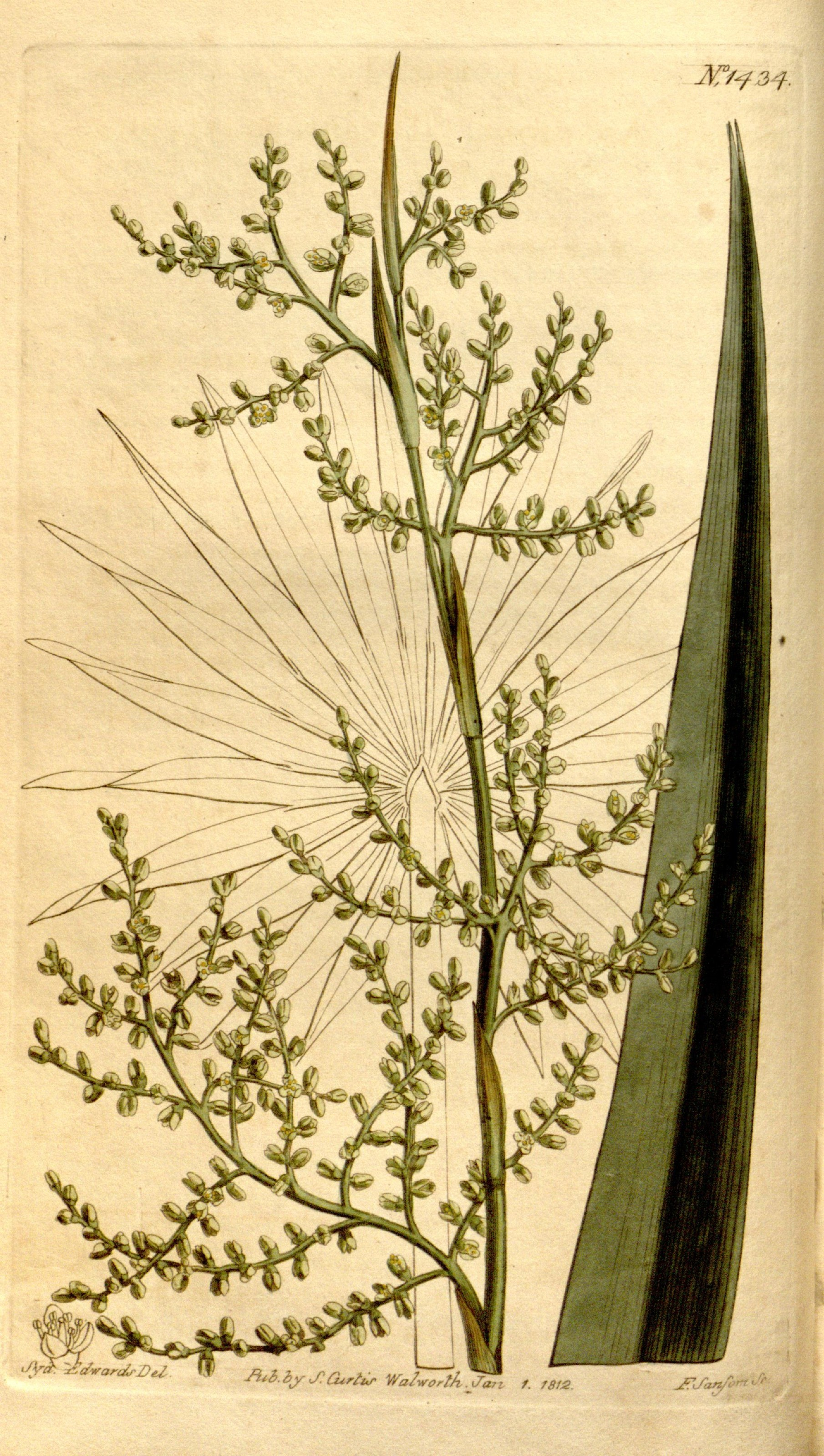
Ботаническая иллюстрация из журнала Curtis's botanical magazine, vol. 35—36 (1811—1812)

Ствол подземный, развитого надземного ствола нет или же он короткий.
Листья прикорневые веерообразные, жёсткие, сизо-зелёные, в зависимости от условий они могут вырастать от 30 см до 1,5—2 м. Черешок листа равен длине листовой пластинки или чуть длиннее её. Края черешка голые, острые, язычок на конце черешка перед листовой пластинкой длиной около 2—3 см до 4,7 см, с загнутым кверху краем. Листовые пластинки длиной 70—100 см, пластинки листа радиально рассечены на складчатые линейные сегменты числом до 40, сегменты коротко рассечённые и заострённые на концах, но не острые, шириной 3—6 см; разрез срединных сегментов длиннее краевых.
Соцветий на пальме от одного до трёх, они сложнометельчатые, прямостоячие, разветвлённые в верхней части, длиной до 2—2,5 м и шириной 2—3 см у основания. Цветки 3,5—5,2 мм.
Плод — шаровидная костянка с тонким околоплодником, 7—10 мм в диаметре, буровато-чёрная или почти чёрная, блестящая. Семена округлые 5—7 мм в диаметре, коричневого цвета, слегка сплюснутые.

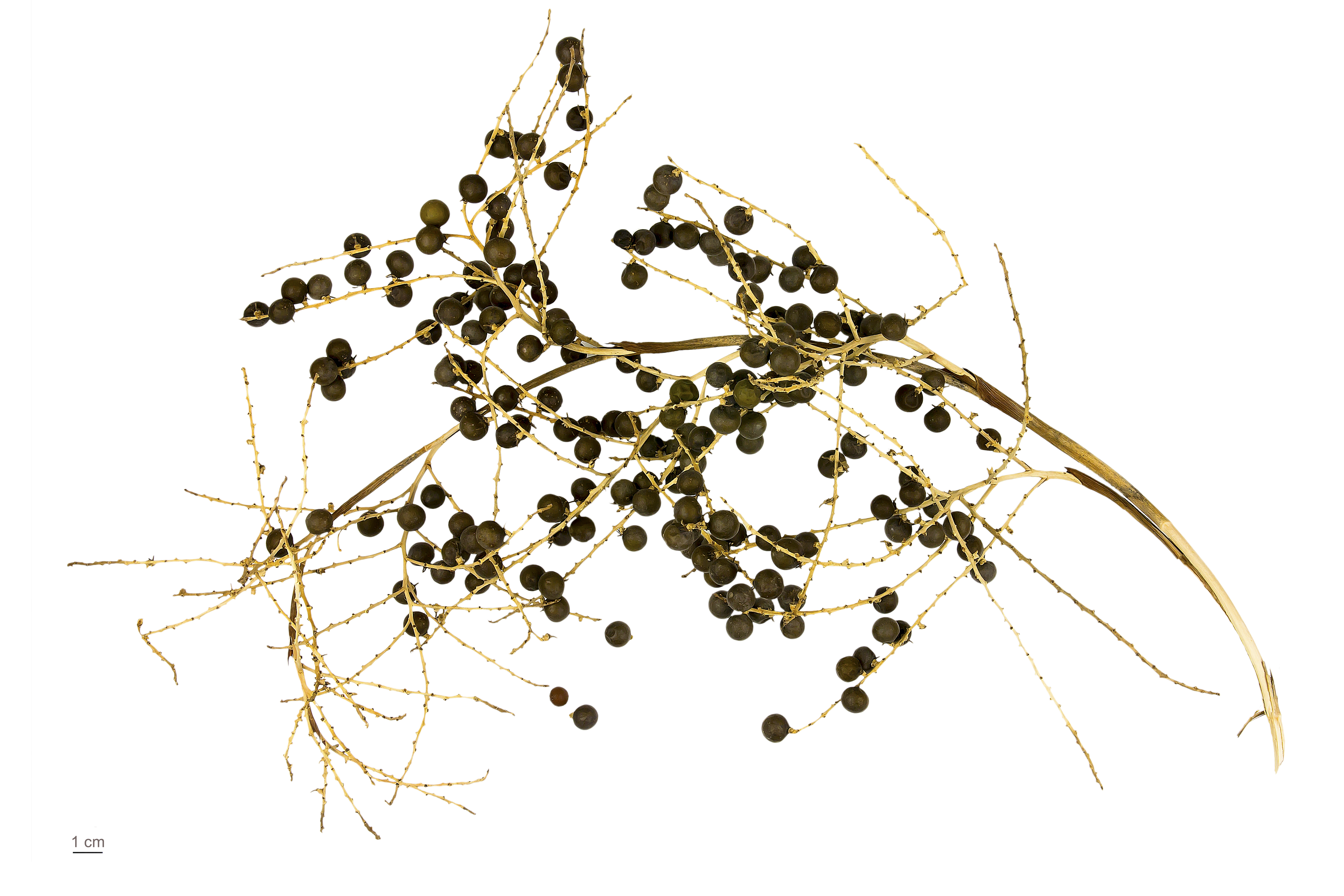
Плоды сабаля малого, Тулузский музей

Хромосомный набор 2n = 36.

## Распространение и среда обитания
Ареал на юге США: Алабама, Арканзас, Джорджия, Луизиана, Миссисипи, Оклахома, Северная Каролина и Южная Каролина, Техас. Вид считался эндемиком США, но недавно[когда?]

 был обнаружен в Мексике, в штате Нуэво-Леон.
Этот вид пальм предпочитает расти на болотах и на сырых почвах, по берегам рек и водоёмов, местами образует заросли; но встречается и в более засушливых районах, например, на склонах сухих холмов штата Техас.

## Хозяйственное значение и применение
Считается одной из самых морозостойких пальм мира. Наиболее морозостойкими считаются растения растущие в штате Оклахома. Выращивается в качестве декоративного растения в странах с субтропическим климатом. В России выращивается на Черноморском побережье.

## Ботаническая классификация
Экземпляры сабаля малого, растущие в штате Луизиана, имеют довольно большие и развитые стволы, и одно время считались отдельным видом. Согласно современной классификации, является одной из форм сабаля малого.

### Синонимы
По данным The Plant List (2013), в синонимику вида входят:
- Brahea minima (Nutt.) H.Wendl.
- Chamaerops acaulis Michx.
- Chamaerops arundinacea (Aiton) Sm.
- Chamaerops glabra Mill.
- Chamaerops louisiana Darby
- Chamaerops sabaloides Baldwin ex Darl.
- Corypha minor Jacq.
- Corypha pumila Walter
- Rhapis acaulis (Michx.) Walter ex Willd.
- Rhapis arundinacea Aiton
- Sabal adansonii Guerns., nom. illeg.
- Sabal adiantina Raf.
- Sabal caroliniana Poir., nom. inval.
- Sabal deeringiana Small
- Sabal floribunda Katzenstein
- Sabal glabra (Mill.) Sarg.
- Sabal louisiana (Darby) Bomhard
- Sabal minima Nutt.
- Sabal pumila (Walter) Elliott